# میمون ال هوست
میمون ال هوست (نام علمی: Cercopithecus lhoesti) نام یک گونه از زیرخانواده دم‌درازیان است. این گونه در حوضه رودخانه کنگو یافت می‌شود. این میمون در جنگل‌های کوهستانی در قلمرویی کوچک به صورت یک نر و چند ماده زندگی می‌کنند. میمون ال هوست با بدن کوچک، موهایی به رنگ قهوه‌ای تیره، با یک پشت به رنگ بلوطی که قسمت‌هایی از پشتش را فراگرفته است. طول بدن این گونه ۳۲تا۶۹ سانتی‌متر، با دمی به اندازه ۴۸–۹۹ سانتی‌متر می‌باشد. وزن نقره‌ای این گونه اغلب ۶ کیلوگرم، اما جنس ماده این گونه دارای وزنی حدود ۳٫۵ کیلوگرم است. میمون ال هوست در جمهوری دموکراتیک کنگو، رواندا، بوروندی، و غرب اوگاندا یافت می‌شود.